# Philippines Open 2009
Die Philippines Open 2009 im Badminton fanden vom 30. Juni bis zum 5. Juli 2009 in Pasig City statt.

## Austragungsort
- PhilSports Complex, Pasig City, Metro Manila

## Finalergebnisse
| Disziplin    | Sieger                      | Finalist                              | Ergebnis            |
| ------------ | --------------------------- | ------------------------------------- | ------------------- |
| Herreneinzel | Chen Long                   | Hu Yun                                | 21–13, 21–6         |
| Dameneinzel  | Wang Xin                    | Zhou Mi                               | 21–10, 12–21, 23–21 |
| Herrendoppel | Mohammad Ahsan Bona Septano | Alvent Yulianto Hendra Gunawan        | 10–21, 21–14, 21–17 |
| Damendoppel  | Gao Ling Wei Yili           | Shendy Puspa Irawati Meiliana Jauhari | 21–11, 21–11        |
| Mixed        | Zhang Nan Lu Lu             | Chen Zhiben Zhang Jinkang             | 22–20, 21–19        |